# 橫川目站
橫川目站（日语：／ Yokokawame eki */?）位於岩手縣北上市和賀町横川目，是東日本旅客鐵道（JR東日本）北上線的車站。

## 車站構造
岸式月臺，擁有1面1線的地上站。無人車站，由北上車站管理。無人化後，兼具活動中心與車站的功能。
車站前方設有郵筒，候車室內設有廁所。

## 車站周邊
- 北上市公所和賀廳（原為和賀町公所）
- 橫川目郵局
- 秋田高速公路北上西交流道
- 縣道37號花卷衣川線
- 縣道47號北上西中心線
- 縣道225號北上和賀線
- 國道107號
- 和賀川

## 历史
- 1921年（大正10年）3月25日 - 設立。
- 1986年（昭和61年）11月1日 - 拆除站內的交會設施。廢除横川目站長，改由和賀仙人站派遣人員管理。
- 1987年（昭和62年）4月1日 - 國鐵分割民營化後成為JR東日本轄下的車站。
- 1994年（平成6年）10月1日 - 和賀仙人站降為無人車站，停止派遣人員，故橫川目車站亦成為無人車站，由安心湯田站管理。
- 2007年（平成19年）3月18日 - 廢除安心湯田站長後，改由北上站管理。

## 相鄰車站
東日本旅客鐵道
■北上線
藤根－立川目（※）－橫川目－岩澤
（※）下行只限721D不停靠立川目站。